# Madrasa de Tlemecén
La Madrasa de Tlemecén(más tarde Lycée franco-musulman de Tlemcen) fue una institución de estudios superiores situada en la ciudad de Tlemecén en Argelia bajo el dominio francés. Fundada en 1850 y transformada en 1951 en « Lycée d’enseignement franco-musulman », fue uno de los principales centros de orientalismo francés, además de formar a numerosos cuadros del futuro Estado Argelino independiente.